# Divjake
Divjake su naselje u Hrvatskoj u sastavu općine Skrada. Nalaze se u Primorsko-goranskoj županiji.

## Zemljopis
Jugozapadno je Hribac, jugoistočno je Bukov Vrh, istočno-sjeveroistočno je Gramalj, sjeveroistočno su Pećišće, Gramalj i Mala Dobra, sjeverno-sjeveroistočno je Brezje Dobransko, zapadno je Podstena, sjeverozapadno su Malo Selce, Veliko Selce i Skrad.

## Stanovništvo
| broj stanovnika | 102   | 91    | 74    | 82    | 69    | 74    | 91    | 83    | 78    | 85    | 81    | 61    | 54    | 44    | 47    | 40    | 28    |
|                 | 1857. | 1869. | 1880. | 1890. | 1900. | 1910. | 1921. | 1931. | 1948. | 1953. | 1961. | 1971. | 1981. | 1991. | 2001. | 2011. | 2021. |